# Bladrand
Bladenes kant, bladrand,  er et vigtigt kendetegn, når man skal beskrive en plante. Kanten kan have alle former for indskæringer fra slet ingen til fuldstændig opløsning af randen.

## Bladrandtyper
- A: Helrandet, dvs. uden indskæringer
- B: Randhåret, dvs. med fine hår langs randen
- C: Savtakket, dvs. med takker som savtænder
- D: Fint savtakket, dvs. med takker som tænder på en løvsav
- E: Skarpt savtakket, dvs. med takker som en skovsav
- F: Dobbelt savtakket, dvs. med takker, der selv er takkede
- G: Tandet, dvs. med grove, spidse takker ("tænder")
- H: Rundtakket, dvs. med små, afrundede takker
- I: Tornet-tandet, dvs. med grove, spidse takker, der hver ender i en torn
- J: Uregelmæssig, dvs. med uregelmæssige indskæringer i randen